# Burgau (Styria)
Burgau – gmina targowa, w Austrii, w kraju związkowym Styrii, w powiecie Hartberg-Fürstenfeld. Liczy 1064 mieszkańców (1 stycznia 2015). Do 31 grudnia 2012 należała do powiatu Fürstenfeld.

## Współpraca
Miejscowość partnerska:
- Burgau, Niemcy